# Lokale Gruppe

Räumliche Darstellung der Galaxien in der Lokalen Gruppe. Es sind Zentren zu erkennen – eines um die Andromedagalaxie und ein zweites um die Milchstraße.

Lokale Gruppe ist der Name einer Ansammlung von Galaxien, deren größte die Milchstraße und die Andromedagalaxie sind. Ob es sich dabei um eine Galaxiengruppe,  Durchmesser  ca. fünf Millionen Lichtjahre  oder einen Galaxienhaufen, Durchmesser typischerweise 10 Mio. Lj handelt, ist umstritten. Die Lokale Gruppe hat einen Durchmesser von fünf bis acht Millionen Lichtjahren und liegt damit auf der Grenze. In der direkten Nachbarschaft von Milchstraße und Andromedagalaxie befinden sich etwa siebzig Zwerggalaxien. Außerdem enthält die Lokale Gruppe einige kleinere Galaxien, die keinem der beiden Zentren zugeordnet werden können.

## Eigenschaften

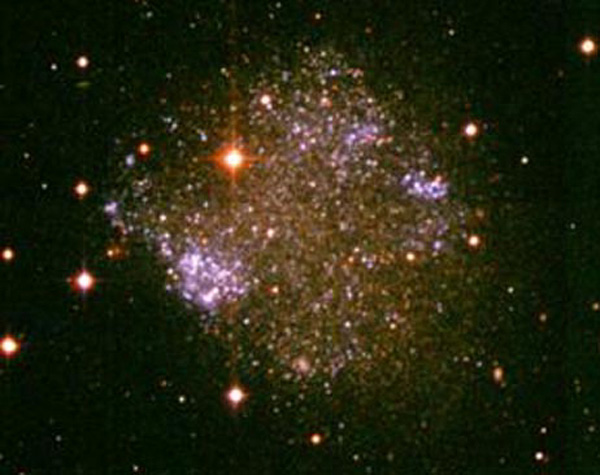
Sextans A ist eines der am weitesten entfernten Mitglieder der Lokalen Gruppe (4.400.000 Lj) und zugleich eines der kleinsten (irreguläre Zwerggalaxie).

IC 10 – sehr junge Galaxie mit hochaktiver Sternentstehung; der Erde am nächsten gelegene Starburstgalaxie

Zur Lokalen Gruppe werden Objekte im Umkreis von fünf bis acht Millionen Lichtjahren gezählt. Es wird davon ausgegangen, dass die Mitglieder dieser Gruppe gravitativ aneinander gebunden sind, so dass die Zugehörigkeit zur Lokalen Gruppe einer echten physikalischen Bindung entspringt und nicht nur eine zufällige geometrische Struktur im Universum darstellt. Die Mitglieder der Lokalen Gruppe bilden annähernd einen ellipsoiden Haufen. Der größte Teil der sichtbaren Masse befindet sich in der Milchstraßen-Galaxie und in der Andromedagalaxie (etwa 95 %).
Die Mitglieder der Gruppe sind nicht gleichmäßig im Haufen verteilt. Sie sammeln sich je nach gravitativer Bindung zu mehreren Untergruppen. Dazu zählen die Milchstraßen-Untergruppe, mit der Milchstraße und ihren Satellitengalaxien, und die Andromeda-Untergruppe, mit der Andromedagalaxie und ihren Satelliten. Der Dreiecksnebel gehört wahrscheinlich zur Andromeda-Untergruppe oder bildet mit der Satellitengalaxie LGS 3 eine eigene Untergruppe. Eine dritte (bzw. vierte) mögliche Untergruppe ist um die Galaxie NGC 3109 geschart, es ist aber nicht sicher, ob diese noch zur Lokalen Gruppe gehört. Weitere Galaxien, die keiner dieser Untergruppen zugeordnet werden können, bilden die Lokale-Gruppen-Wolke (Local Group Cloud). Diese Galaxien bewegen sich im gemeinsamen Gravitationsfeld, das von den großen Galaxien gebildet wird.
Während man früher annahm, dass die Andromeda-Galaxie mit deutlichem Abstand vor der Milchstraße die massereichste Galaxie der Lokalen Gruppe ist, deuten neuere Untersuchungen auf das Gegenteil hin. Danach beträgt die Gesamtmasse Andromedas etwa 800 Milliarden Sonnenmassen, während die Milchstraße auf gut 1,5 Billionen Sonnenmassen kommt.
Computersimulationen zufolge müsste die Lokale Gruppe etwa 300 bis 500 Zwerggalaxien enthalten. Bekannt sind zurzeit aber nur etwa 70. Einige Astronomen gehen daher davon aus, dass die bislang unentdeckten Galaxien größtenteils aus Dunkler Materie bestehen und kaum Sterne enthalten und damit sogenannte Dunkle Galaxien wären.

## Untergruppen und bekannte Objekte der Lokalen Gruppe
Siehe auch: Liste der Galaxien der Lokalen Gruppe

### Milchstraßen-Untergruppe

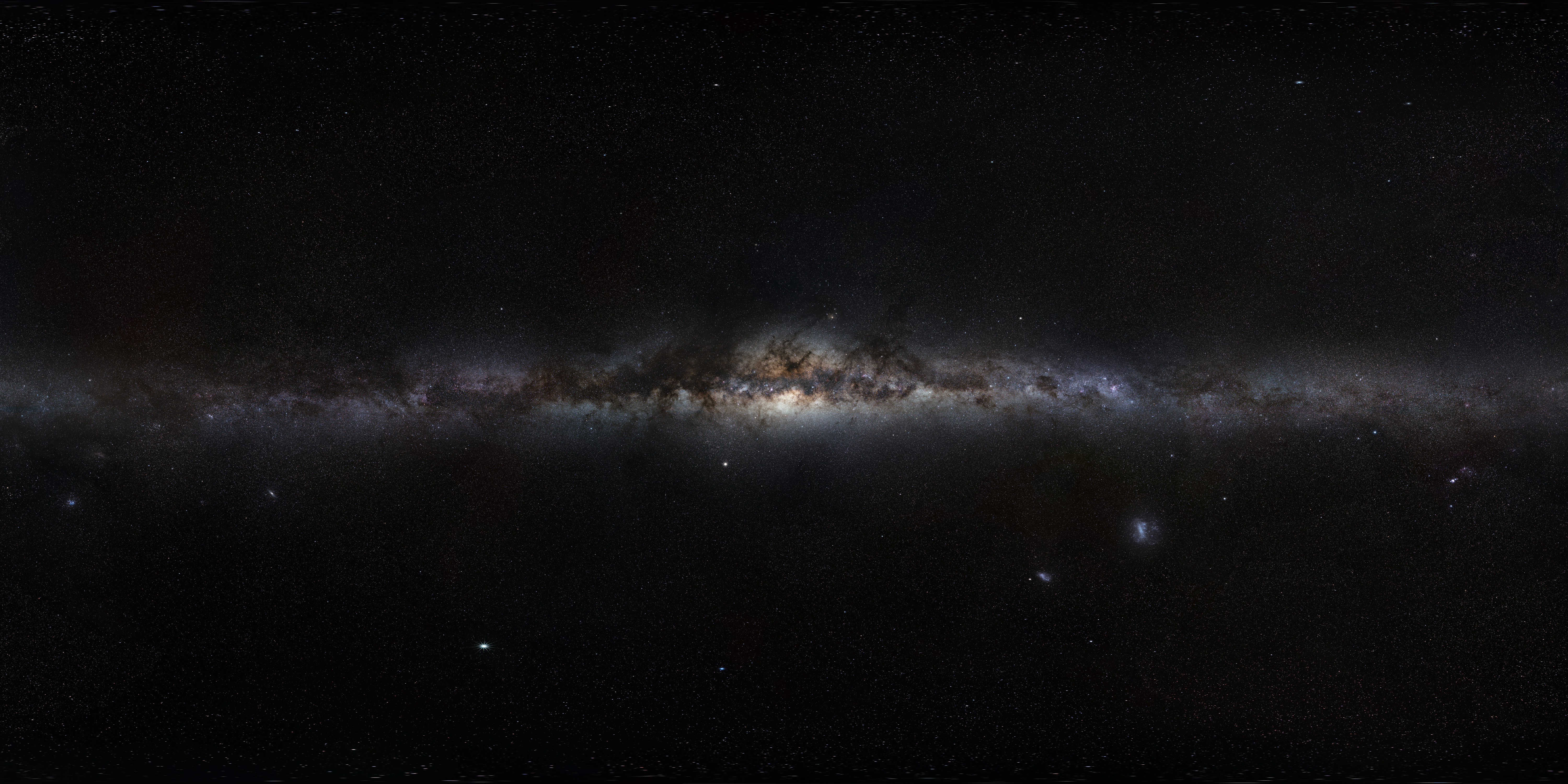
Die Milchstraße vom irdischen Himmel aus gesehen. Das Panoramabild aus Fotos von der gesamten Himmelskugel kondensiert Beobachtungen mehrerer Wochen.

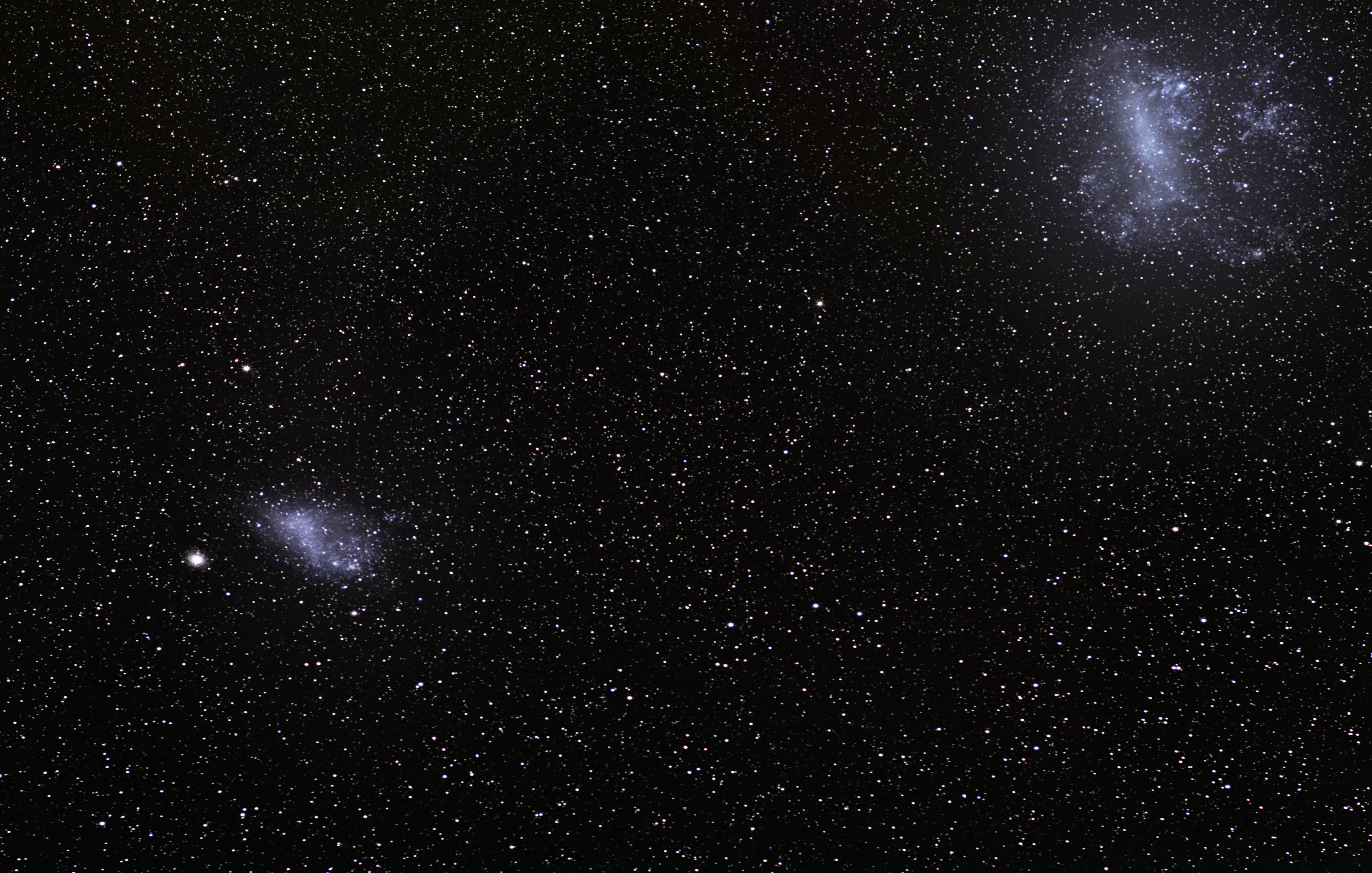
Die zwei Magellanschen Wolken

Siehe auch Liste der Satellitengalaxien der Milchstraße
Die Milchstraßen-Untergruppe umfasst mindestens 28 Galaxien.
- die Milchstraße
- die Große Magellansche Wolke (ESO 56-115)
- die Kleine Magellansche Wolke (NGC 292)
- die elliptische Sagittarius-Zwerggalaxie (SagDEG)
- die Sculptor-Zwerggalaxie
- die Canis-Major-Zwerggalaxie
- die Fornax-Zwerggalaxie
- die Draco-Zwerggalaxie
- die Carina-Zwerggalaxie
- die Phoenix-Zwerggalaxie
- die Ursa-Minor-Zwerggalaxie
- die Hercules-Zwerggalaxie
- die Sextans-Zwerggalaxie
- die Pisces-I-Zwerggalaxie
- die Pisces-II-Zwerggalaxie
- die Coma-Berenices-Zwerggalaxie
- die Zwerggalaxien Ursa-Major-I und Ursa-Major-II, sowie Canes-Venatici-I und Canes-Venatici-II
- die Zwerggalaxien Leo I, Leo II, Leo IV, Leo V und Leo T, sowie Bootes I, Bootes II und Bootes III
- die Zwerggalaxie Segue 2

### Andromeda-Untergruppe

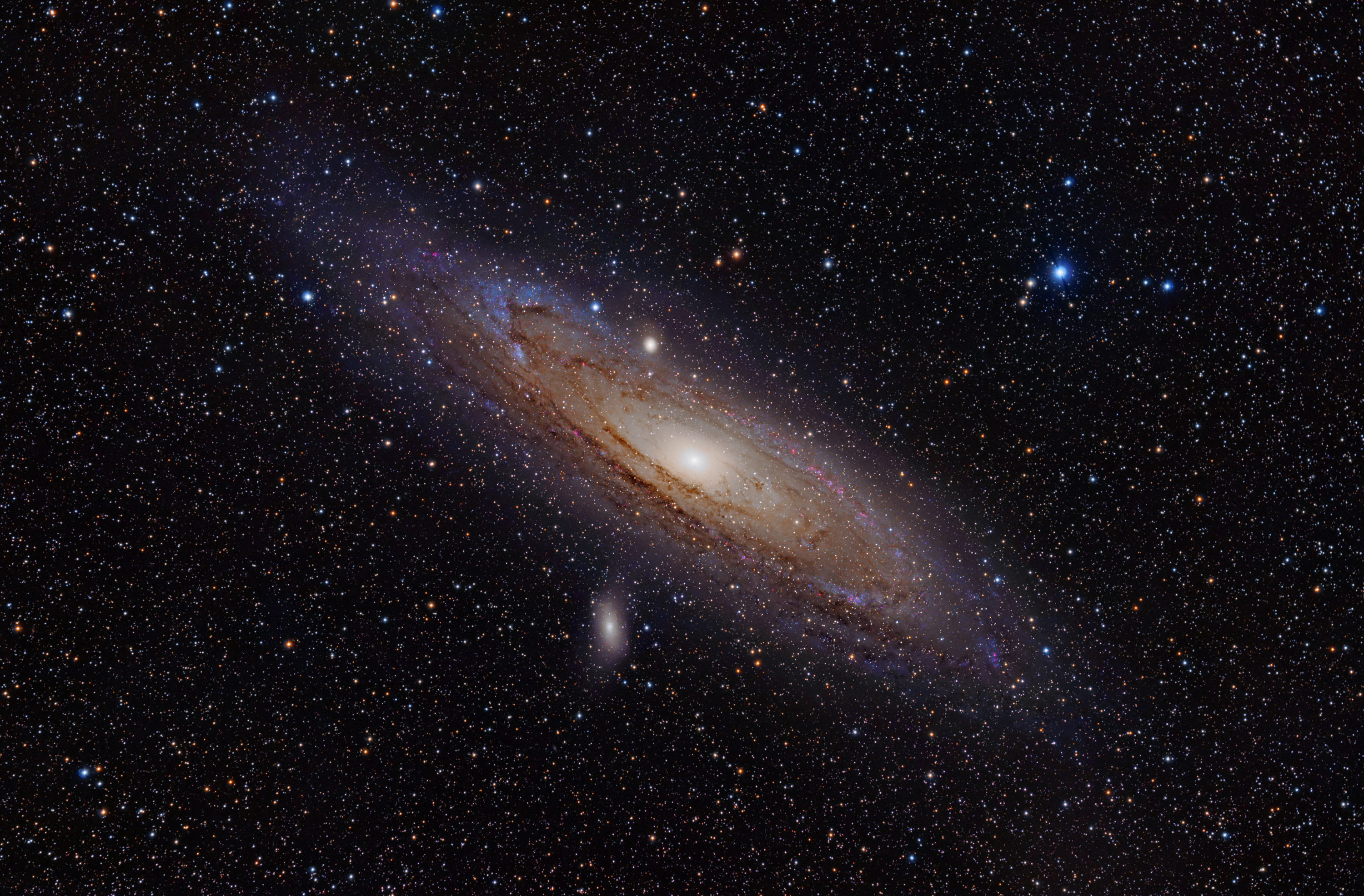
Die Andromedagalaxie ist die größte der Galaxien der Lokalen Gruppe.

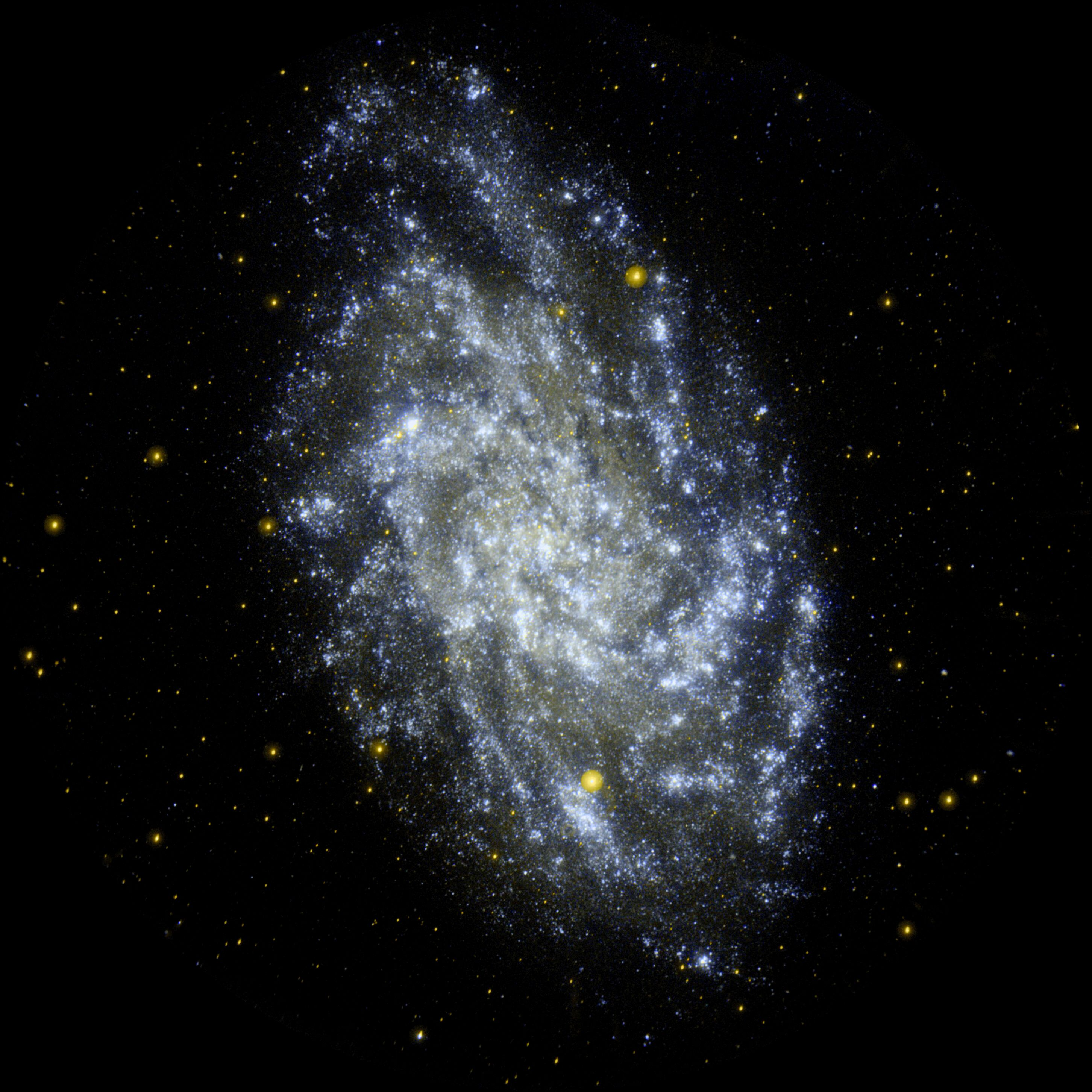
Der Dreiecksnebel (M33) ist die drittgrößte Galaxie der Lokalen Gruppe.

Siehe auch: Liste der Satellitengalaxien von Andromeda
Die Andromeda-Untergruppe umfasst mindestens 37 Galaxien.
- die Andromedagalaxie (Andromedanebel, M 31)
- M110 (NGC 205, Andro-Alpha)
- M32 (NGC 221, Andro-Beta)
- die Zwerggalaxien And I bis And XXIX (darunter die sphäroiden Pegasus- und Cassiopeia-Zwerggalaxie)
- NGC 147 und NGC 185
- IC 10
- der Dreiecksnebel (M 33, NGC 598, Triangulumgalaxie)
- die Pisces-Zwerggalaxie (LGS 3)

### NGC-3109-Untergruppe

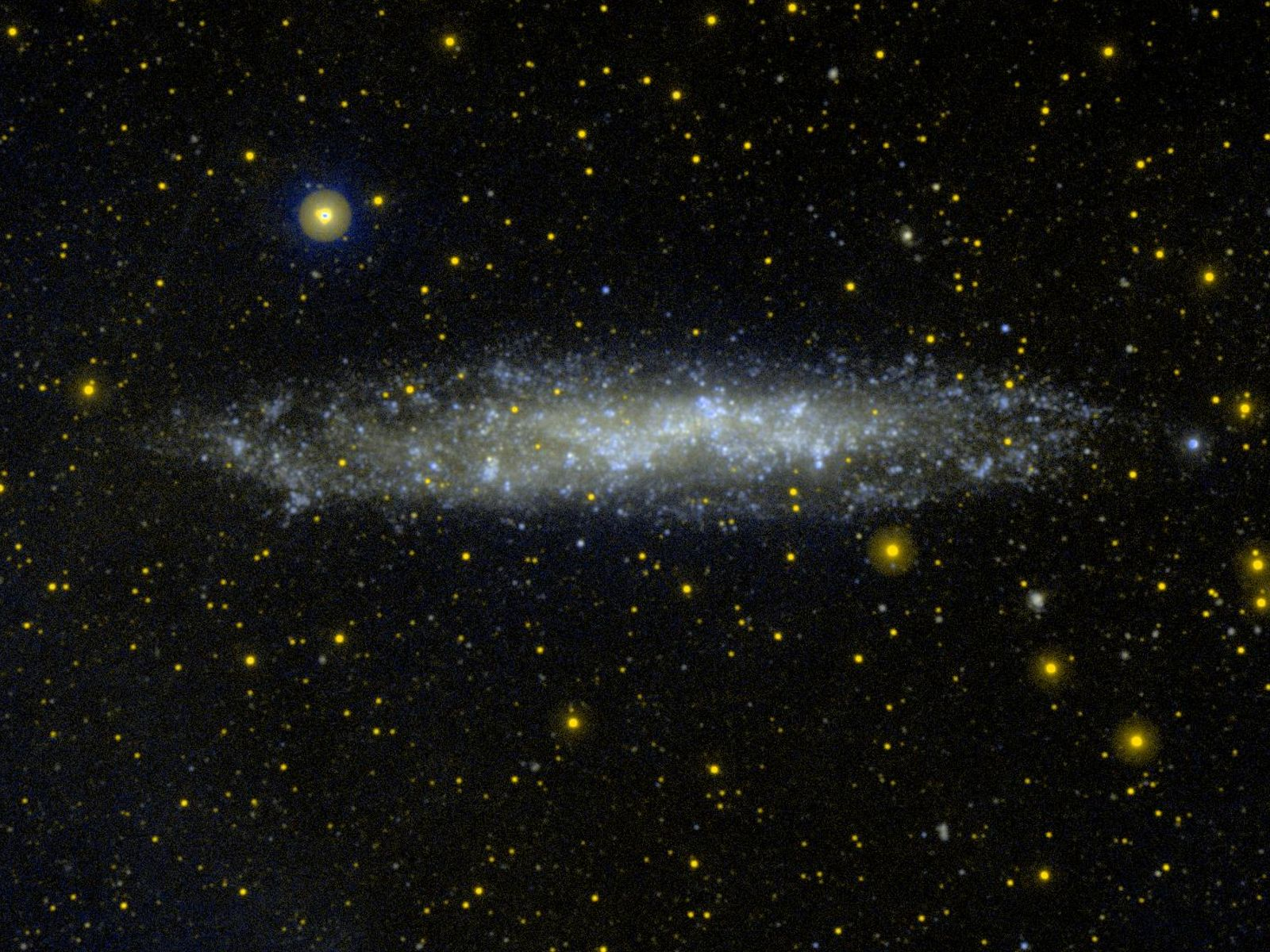
NGC 3109 ist die dominierende Galaxie der kleinsten Untergruppe.

Die NGC-3109-Untergruppe umfasst mindestens vier Galaxien:
- NGC 3109
- Sextans A
- Sextans B
- die Antlia-Zwerggalaxie

### Lokale-Gruppen-Wolke
- Barnards Galaxie (NGC 6822)
- die Aquarius-Zwerggalaxie
- die Cetus-Zwerggalaxie
- IC 1613
- Wolf-Lundmark-Melotte
- die Irreguläre Sagittarius-Zwerggalaxie (SagDIG)
- die Leo-III-Zwerggalaxie (Leo A)
- die Tucana-Zwerggalaxie

## Umgebung

Die Lokale Gruppe und benachbarte Galaxienhaufen

Die Lokale Gruppe ist Bestandteil des Virgo-Superhaufens, der nach dem Virgohaufen in seinem Zentrum benannt ist. Innerhalb dieses Superhaufens grenzt die Lokale Gruppe an die Maffei-, die Sculptor-, die M81-, CVn-I- und die M83-Gruppe.
Der Virgo-Superhaufen wiederum ist aufgrund seiner Position und Bewegungsrichtung Teil des Super-Clusters  Laniakea.
Der Massereichtum des zentralen Virgohaufens führt zu einer gravitativen Anziehung der Lokalen Gruppe, die sich mit dem allgemeinen kosmologischen Hubblefluss – der allgemeinen Expansion des Universums – überlagert. Die kosmologische Rotverschiebung der Galaxien des Virgohaufens ist daher mit etwa 1000 km/s deutlich geringer, als man es bei der gegebenen Entfernung erwarten würde. Mit einem modernen Wert für die Hubble-Konstante H0 = 73 km/s/Mpc wären etwa 1400 km/s zu erwarten – dieser Wert wird z. B. vom mit etwa 60 Mio. Lichtjahre fast gleich weit entfernten, masseärmeren Fornax-Galaxienhaufen ziemlich genau erreicht. Die Differenzgeschwindigkeit zwischen dem Hubblefluss und der tatsächlichen Geschwindigkeit der Lokalen Gruppe entspricht einer relativen Bewegung auf den Virgo-Haufen zu und trägt die englische Bezeichnung Virgo Infall.